# Баргель мінливобарвний
Баргель мінливобарвний (Daphoenositta chrysoptera) — вид горобцеподібних птахів родини баргелевих (Neosittidae).

## Поширення
Вид поширений в Австралії та Новій Гвінеї.

## Опис
Невеликий птах завдовжки 10-11 см. Забарвлення мінливе. Голова може бути білою, сірою або чорною. Тіло білувате або сіре з чорними смугами. рила чорні або темно-сірі. Лапки та очне кільце помаранчево-жовті. Дзьоб довгий, вузький, помаранчевий з чорним кінчиком.

## Підвиди
Вид включає 9 підвидів
- D. c. leucoptera (Gould, 1840) - північно-західна та північно-центральна Австралія
- D. c. striata (Gould, 1869) - північно-східна Австралія
- D. c. leucocephala (Gould, 1838) - східна Австралія
- D. c. chrysoptera (Latham, 1801) - південно-східна Австралія
- D. c. pileata (Gould, 1838) - на більшій частині Австралії
- D. c. papuensis - Нова Гвінея
- D. c. alba - Нова Гвінея
- D. c. intermedia - Нова Гвінея
- D. c. albifrons - Нова Гвінея

Всі новогвінейські підвиди інколи виокремлюють у вид Daphoenositta papuensis.